# Нан (аэропорт)
Аэропорт Нан (тайск. ท่าอากาศยานน่าน), (ИАТА: NNT, ИКАО: VTCN) — гражданский аэропорт, обслуживающий коммерческие авиаперевозки города Нан (одноимённой провинции, Таиланд). Находится под управлением государственной компании Аэропорты Таиланда.

## Общие сведения
Аэропорт Нан расположен на высоте 209 метров над уровнем моря и эксплуатирует одну взлётно-посадочную полосу 02/20 размерами 2000х45 метров с асфальтовым покрытием.